# Tang soo do

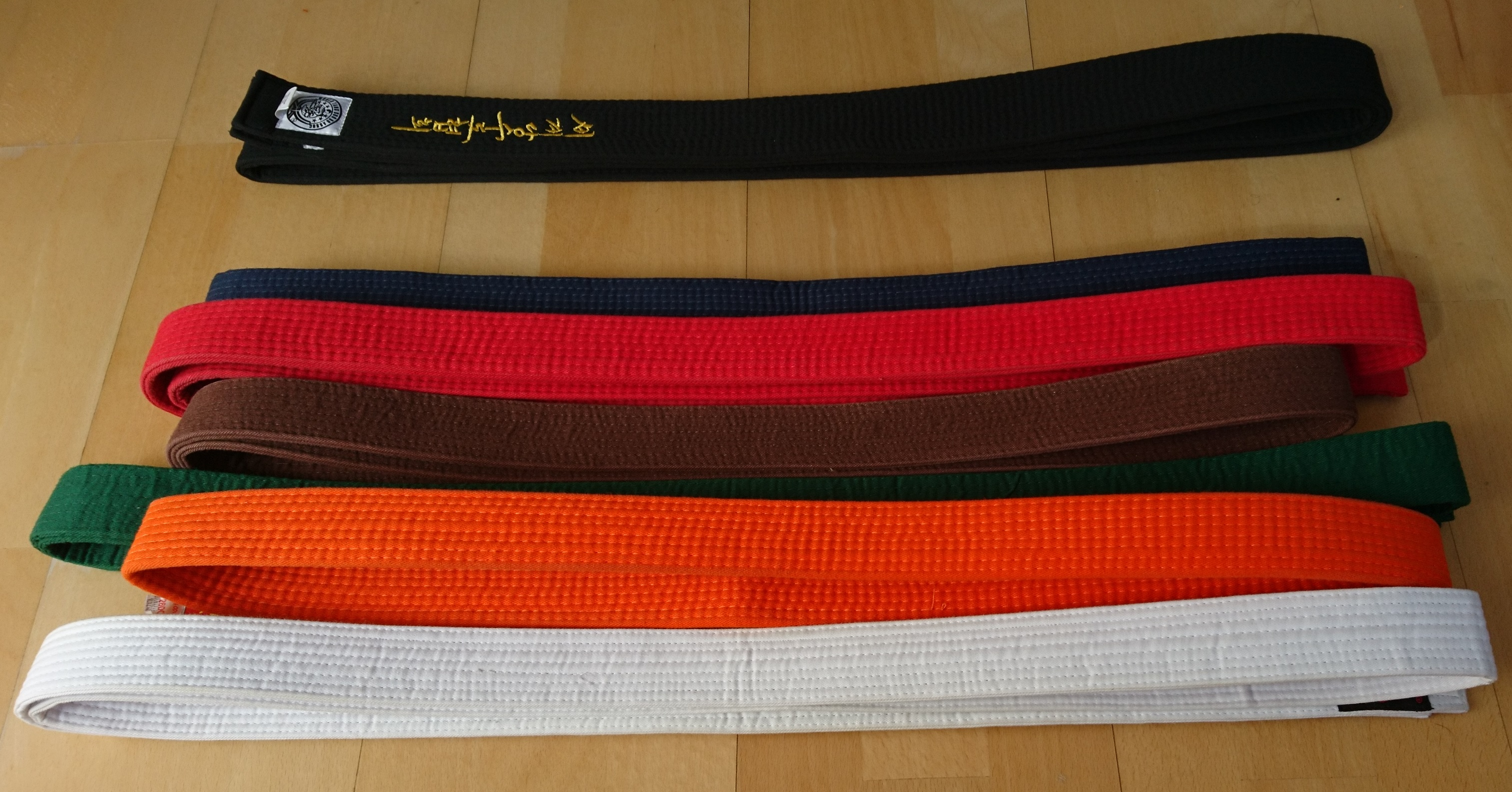
Tang Soo Do bälten organiserade enligt bätsystemet

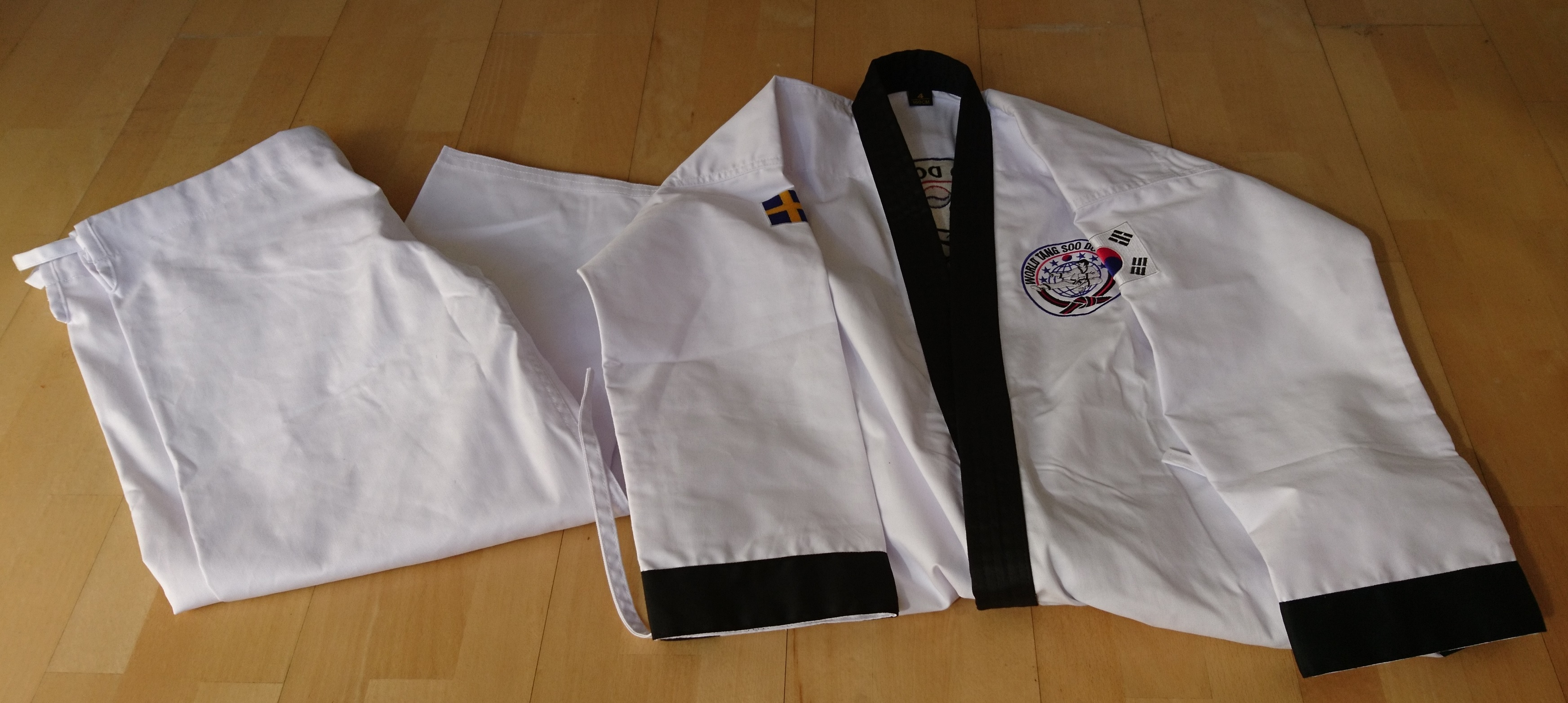
Tang Soo Do Dobok (svart bälte) med svensk flagga.

Dangsudo (Hangul: 당수도), ”tang-handens väg”, är en traditionell koreansk militär konst, som fokuserar på disciplin och utövandet av rörelsemönster och självförsvar. Dangsudo grundades av Hwang Kee, som byggde på gamla böcker om Soo Bahk Do en äldre koreansk stridskonst, medan han bodde i Manchuriet 1930. Skolan är mycket influerad av japansk karate och olika kinesiska metoder.
I den koreanska kampsporten Dangsudo brukar man bland annat pröva sina krafter i sina sparkar genom att sparka itu brädor. En av flera fottekniker i Dangsudo är de imponerande hoppsparkarna.

## Etymologi och transkription
Dangsudo är det koreanska uttalet av de kinesiska kanji 唐手道 Tang Shou Dao. Dangsudo betyder bokstavligen "Kina-handens väg", där 唐 "Dang" avser Tangdynastin. Tecknet 唐, som ursprungligen syftade på Kina, ändrades senare till 空 av Gichin Funakoshi att stå för "tom" snarare än "Kina": 空手道 uttalas Kong Shou Dao på kinesiska och karate-dō på japanska.
Många Dangsudo-stilar använder fortfarande transkriptionen ”Tang Soo Do”. Vetenskapliga texter använder dock numera den officiella transkriptionen dangsudo. Några författare skriver ”Tang Soo Do” och ger ”tangsudo” eller ”dangsudo” inom parentes.

## Dangsudo i Sverige

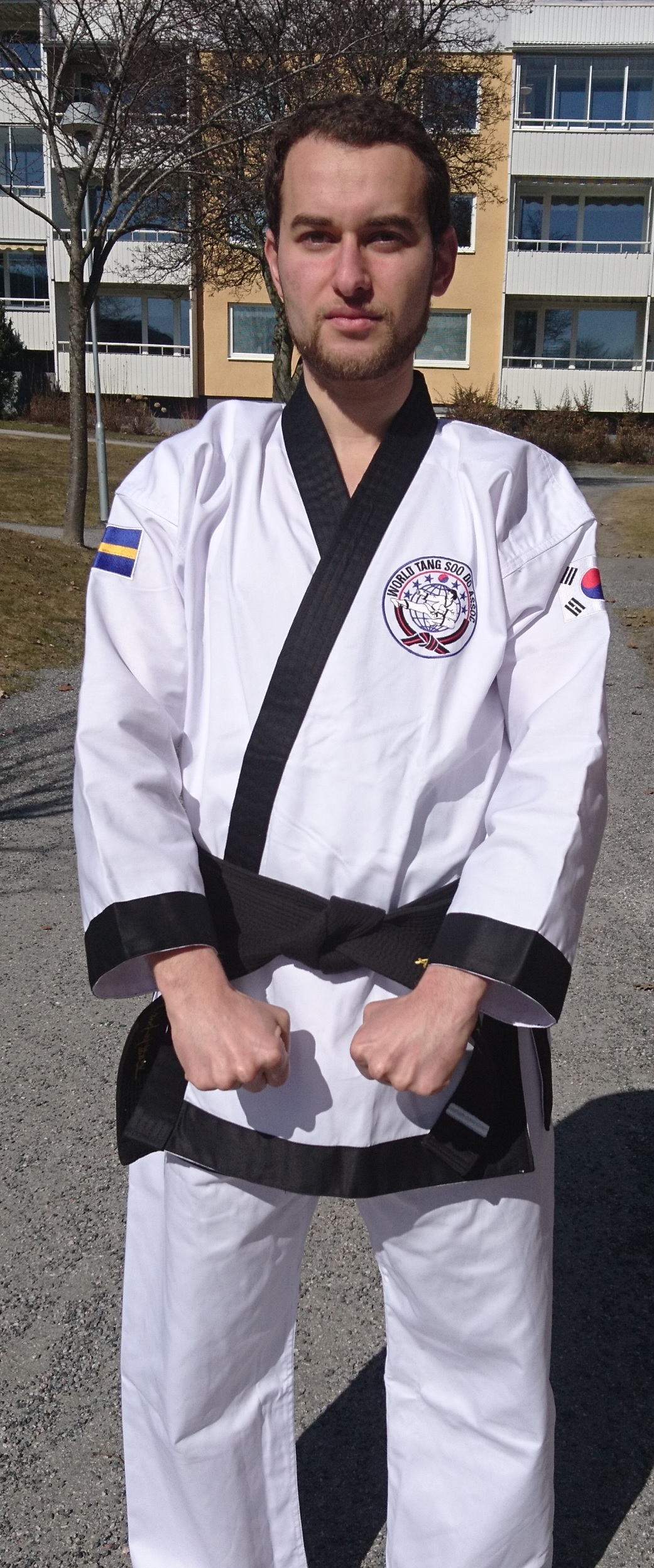
Tang Soo Do dräkt

I Sverige finns det en officiell klubb, som ligger i Täby.